# Simon Lappin
Pour les articles homonymes, voir Lappin.
Simon Lappin  (né le 25 janvier 1983 à Glasgow au Royaume-Uni) est un footballeur écossais. Il joue depuis 2013 au poste de défenseur ou milieu de terrain.
Il compte aussi 10 sélections en équipe d'Écosse espoirs de football.

## Biographie
Lappin est prêté en novembre 2012 au club de Cardiff City, en pénurie de défenseurs, après les blessures conjointes d'Andrew Taylor, de Ben Turner et de Kevin McNaughton,. Peu utilisé par le club gallois, il est laissé libre par Norwich City, son club propriétaire, en janvier 2013. Quelques jours plus tard, le club de Cardiff City annonce avoir recruté le joueur à titre permanent.

## Statistiques détaillées
| Saison                | Club                  | Championnat                | Championnat | Championnat | Coupe(s) nationale(s) | Coupe(s) nationale(s) | Total | Total |
| Saison                | Club                  | Division                   | M.          | B.          | M.                    | B.                    | M.    | B.    |
| 2001 - 2002           | Saint Mirren          | Scottish Division One (D2) | 1           | 0           | 0                     | 0                     | 1     | 0     |
| 2002 - 2003           | Saint Mirren          | Scottish Division One (D2) | 34          | 0           | 5                     | 1                     | 39    | 1     |
| 2003 - 2004           | Saint Mirren          | Scottish Division One (D2) | 24          | 4           | 4                     | 0                     | 28    | 4     |
| 2004 - 2005           | Saint Mirren          | Scottish Division One (D2) | 34          | 1           | 5                     | 0                     | 39    | 1     |
| 2005 - 2006           | Saint Mirren          | Scottish Division One (D2) | 35          | 3           | 9                     | 2                     | 44    | 5     |
| 2006 - 2007           | Saint Mirren          | Scottish Premier League    | 24          | 1           | 3                     | 0                     | 27    | 1     |
| Sous-total            | Sous-total            | Sous-total                 | 152         | 9           | 26                    | 3                     | 178   | 12    |
| 2006 - 2007           | Norwich City          | Championship (D2)          | 14          | 1           | 1                     | 0                     | 15    | 1     |
| 2007 - 2008           | Norwich City          | Championship (D2)          | 15          | 1           | 3                     | 1                     | 18    | 2     |
| 2007 - 2008           | Motherwell            | Scottish Premier League    | 14          | 2           | 1                     | 0                     | 15    | 2     |
| Sous-total            | Sous-total            | Sous-total                 | 14          | 2           | 1                     | 0                     | 15    | 2     |
| 2008 - 2009           | Norwich City          | Championship (D2)          | 5           | 0           | -                     | -                     | 5     | 0     |
| 2009 - 2010           | Norwich City          | League One (D3)            | 44          | 0           | 6                     | 0                     | 50    | 0     |
| 2010 - 2011           | Norwich City          | Championship (D2)          | 27          | 0           | 3                     | 0                     | 30    | 0     |
| 2011 - 2012           | Norwich City          | Premier League             | 4           | 0           | 3                     | 0                     | 7     | 0     |
| 2012 - 2013           | Norwich City          | Premier League             | -           | -           | 2                     | 0                     | 2     | 0     |
| Sous-total            | Sous-total            | Sous-total                 | 109         | 2           | 18                    | 1                     | 127   | 3     |
| 2012 - 2013           | Cardiff City          | Championship (D2)          | 2           | 0           | -                     | -                     | 2     | 0     |
| Sous-total            | Sous-total            | Sous-total                 | 2           | 0           | 0                     | 0                     | 2     | 0     |
| Total sur la carrière | Total sur la carrière | Total sur la carrière      | 277         | 13          | 45                    | 4                     | 322   | 17    |